# 万厚良
万厚良（1986年2月25日—），是一名中国足球运动员，司职后卫。
万厚良除了守门员之外几乎可以踢任何位置，但是他大部分都是踢后场的位置。
万厚良曾经被北京华亚俱乐部组织赴塞尔维亚留学，并且在当地的乙级队中参加过预备队联赛。2004年底他返回中国，加盟了上海国际（后改名陕西浐灞）。上海国际是他效力的第一支职业队，2005赛季的上海德比则是他的第一场职业比赛，和北京队的比赛则打进了他在中超的处子球。
2009年7月，全北现代成功的从陕西中新队以租借方式引进万厚良。
2010年3月1日，陕西浐灞与杭州绿城进行了一场热身赛时，万厚良与刚从浐灞转会到绿城的前队友李彦拼抢过程中腿被踢断，此事引发了部分陕西浐灞球迷对李彦的不满。
2015年，为寻求更多比赛机会，仍值当打之年的万厚良辗转来到中甲球队青岛黄海效力，连续两个赛季都是球队后场的绝对主力。
2017年重返已经迁往北京的北京人和(原贵州人和)。

## 国字号球队
2005年，万厚良凭借他在中超联赛中的出色表现进入了国家队集训名单，同时也是国奥队的成员，随队参加了2008年北京奥运会。2008年万厚良入选中国国家队，他首次代表国家队上场参加正式比赛。
1. ↑  .   [2020-07-26]. （原始内容存档于2020-07-24） （中文（简体））.